# あ
あ або ア (/а/; МФА: [a] • [ä]; укр. а) — склад в японській мові, один зі знаків японської силабічної абетки кана. Становить 1 мору. Розміщується у комірці 1-го рядка 1-го стовпчика таблиці ґодзюон.

## Короткі відомості

### Опис
Фонема сучасної японської мови: один з 5 голосних звуків. Позначається /a/. Вимовляється з широко розкритим ротом.
Є неогубленим голосним середнього ряду низького піднесення. Займає проміжну позицію між неогубленим голосним переднього ряду низького піднесення [a] та неогубленим голосним заднього ряду низького піднесення [ɑ].
У Міжнародному фонетичному алфавіті позначається символами [ä] • [a̟] • [ɑ̠]. Часто для зручності записується просто як [а].

### Порядок
Місце у системах порядку запису кани:
- Порядок ґодзюону: 1.
- Порядок іроха: 36. Між て і さ.

### Абетки
- Хіраґана: あ

Походить від скорописного написання ієрогліфа 安 (ан, спокій).
- Катакана: ア

Походить від скорописного написання лівої складової ієрогліфа 阿 (а, вигук).
- Манйоґана: 阿 • 安 • 英 • 足 • 鞅 • 婀 • 吾

### Транслітерації
- Кирилиця:
Система Поліванова: А (а).
Альтернативні системи: А (а).
- Латинка
Система Хепберна: А (а).
Японська система: А (а).
JIS X 4063: a
Айнська система: А (а).

### Інші системи передачі
- Шрифт Брайля:
| ●－ －－ |
- Радіоабетка: Асахі но А (朝日のア; «а» ранкового сонця)
- Абетка Морзе: －－・－－